# 林学洙
林 学洙（イム・ハクス、朝鮮語: 임학수、1911年7月3日 - 1982年6月21日）は、日本統治時代の朝鮮及び朝鮮民主主義人民共和国の詩人。
号は岳伊（アギ、악이）。本籍は全羅南道順天市金谷洞。本名は林 岳伊（イム・アギ、임악이）。ただし、系図には林 栄沢（イム・ヨンテク、임영택/林榮澤）と記載されており、そのほか別名は林 乃洪（イム・ネホン）である。

## 生涯
全羅南道順天市出身。京城第一高等普通学校（現・京畿高等学校）を経て京城帝国大学英文科卒業。 以後、培花女子高等学校などで教員を務めながら詩作。ホメーロスの『イーリアス』を韓国に初めて紹介するなど、翻訳文学者としても活動した。また、朝鮮文人協会の発起人と幹事を務め、戦線への慰問に参加した。 
2002年に発表された親日文人42人名簿と民族問題研究所が2008年に発表した親日人名辞典収録予定者名簿文学部門に選ばれた。 詩3編と詩集1冊を含め、計8編の親日作品が明らかになっている。
親日反民族行為真相糾明委員会が発表した親日反民族行為705人名簿にも含まれた。
そのほか、高麗大学校の教授を務め、朝鮮戦争中に拉致された。 
朝鮮民主主義人民共和国では、金日成総合大学で講座長（教授）を務め、朝鮮民主主義人民共和国の文学作品を英語に翻訳することに主に没頭したという。 
1960年代までマーク・トウェインとチャールズ・ディケンズなどに対する英文学の評論を数編発表したが、詩作はほとんどしなかった。71歳で死去した。